# جاري كون
جاري كون (بالإنجليزية: Gary Cohn) هو مصرفي استثماري أمريكي، شغل منصب المدير الحادي عشر للمجلس الاقتصادي الوطني وكان كبير المستشارين الاقتصاديين للرئيس دونالد ترامب. وسابقًا لذلك كان رئيس ومدير عمليات جولدمان ساكس من 2006 إلى 2017. وهو مسجل في الحزب الديمقراطي إلا أنه قدم كذلك تبرعات كثيرة للجمهوريين.
عُد كون من بين أكثر الأصوات تأثيرًا في إدارة ترامب. في 6 مارس، 2018، أعلن البيت الأبيض استقالته. شكره الرئيس ترامب في بيان حيث قال: «جاري كان كبير مستشاري الاقتصاديين وقام بعمل رائع لتنفيذ برنامجنا».

## وصلات خارجية
- جاري كون على موقع IMDb (الإنجليزية)
- جاري كون على موقع إن إن دي بي (الإنجليزية)

1. ↑  قائمة المشاركين في دافوس 2014، QID:Q114752493
2. ↑  "استقالة جديدة في إدارة ترامب". آر تي. 7 مارس 2018. مؤرشف من الأصل في 2019-12-16. اطلع عليه بتاريخ 2018-03-08.
3. ↑  "ترمب يصعد تهديداته التجارية ومستشاره الاقتصادي يستقيل احتجاجا". الاقتصادية. 7 مارس 2018. مؤرشف من الأصل في 2018-03-08. اطلع عليه بتاريخ 2018-03-08.